# Hermann-Tast-Schule
Die Hermann-Tast-Schule (bis 1914 Husumer Gelehrtenschule) ist ein humanistisches Gymnasium in Husum. Sie wurde 1527 gegründet und nach dem in Husum geborenen Theologen Hermann Tast (1490–1551) benannt.

## Geschichte
1527 wurde in Husum die Reformation vom damaligen dänischen König und der Gemeinde Husum bestätigt. Die Initiative für die damals gegründete Husumer Gelehrtenschule, dem Vorgänger der heutigen Hermann-Tast-Schule ging vom gleichnamigen Namenspatron, dem Reformator von Husum, und seinem Unterstützer, dem reichen Husumer Kaufmann Matthias Knutzen, aus, in dessen Privathaus auch der Unterricht anfangs durch eine Lehrkraft durchgeführt wurde. Erst ab dem Jahr 1533, als vom dänischen König Friedrich I. mehrere Schenkungen erfolgten, reichte das Geld für eine zweite Lehrkraft.
An der Süderstraße wurde 1586 das erste Schulgebäude neben der Marienkirche an der Ecke Süderstraße. errichtet. Dieses Gebäude war von Anfang an so großzügig ausgelegt, dass in ihm nahezu 300 Jahre lang Schüler unterrichtet werden konnten. Es wurde 1876 abgebrochen. 
Nach dem Ende des Deutsch-Dänischen Krieges im Jahre 1867 kam Südschleswig und damit auch die Stadt Husum zur preußischen Provinz Schleswig-Holstein. In diesem Jahr wurde ein neues Gebäude in der Süderstraße bezogen. Dieses Bauwerk diente bis 1974 als Gymnasium, wurde im Anschluss noch einige Jahre als Realschule genutzt und beherbergt heute das „Genießer Hotel Altes Gymnasium“. In den Sommerferien des Jahres 1974 erfolgte die Umsiedlung in das heutige Gebäude Am Bahndamm.

## Auszeichnungen
Im Rahmen des Bundeswettbewerbes Jugend forscht erhielt die Hermann-Tast-Schule am 30. Juni 2015 den Preis „Jugend forscht Schule 2015“ von der Kultusministerkonferenz. Ausgezeichnet wurde die Schule für ihr vorbildliches Konzept in den MINT-Fächern.

## Typ und Profil
Die Hermann-Tast-Schule ist eine Offene Ganztagsschule. In einem 2004 neu aufgelegten Schulprogramm wurde ein Leitbild entwickelt, welches folgendes pädagogisches Selbstverständnis zum Ausdruck bringen soll. An erster Stelle besteht das Bildungsziel darin, die Persönlichkeitsbildung der Schüler durch eine vertiefte Allgemeinbildung zu stärken. Hierbei fühlt sich die Schule dazu verpflichtet, auch im Hinblick auf die jahrhundertealte Tradition, die Pflege dieser Tradition (einschließlich der alten Sprachen) zu fördern. Die Schule hat daher einen altsprachlichen Zweig mit Latein als erster Fremdsprache und der Möglichkeit, Griechisch als Wahlpflichtfach zu belegen. Ein weiterer Schwerpunkt (v. a. im außerunterrichtlichen Bereich) wird in einer Öffnung hin zum Umweltbereich gesehen. Diese Ausrichtung findet ihren Ausdruck u. a. in einem Wirtschaftspraktikum und in verschiedenen Exkursionen.

## Aussehen und Ausstattung

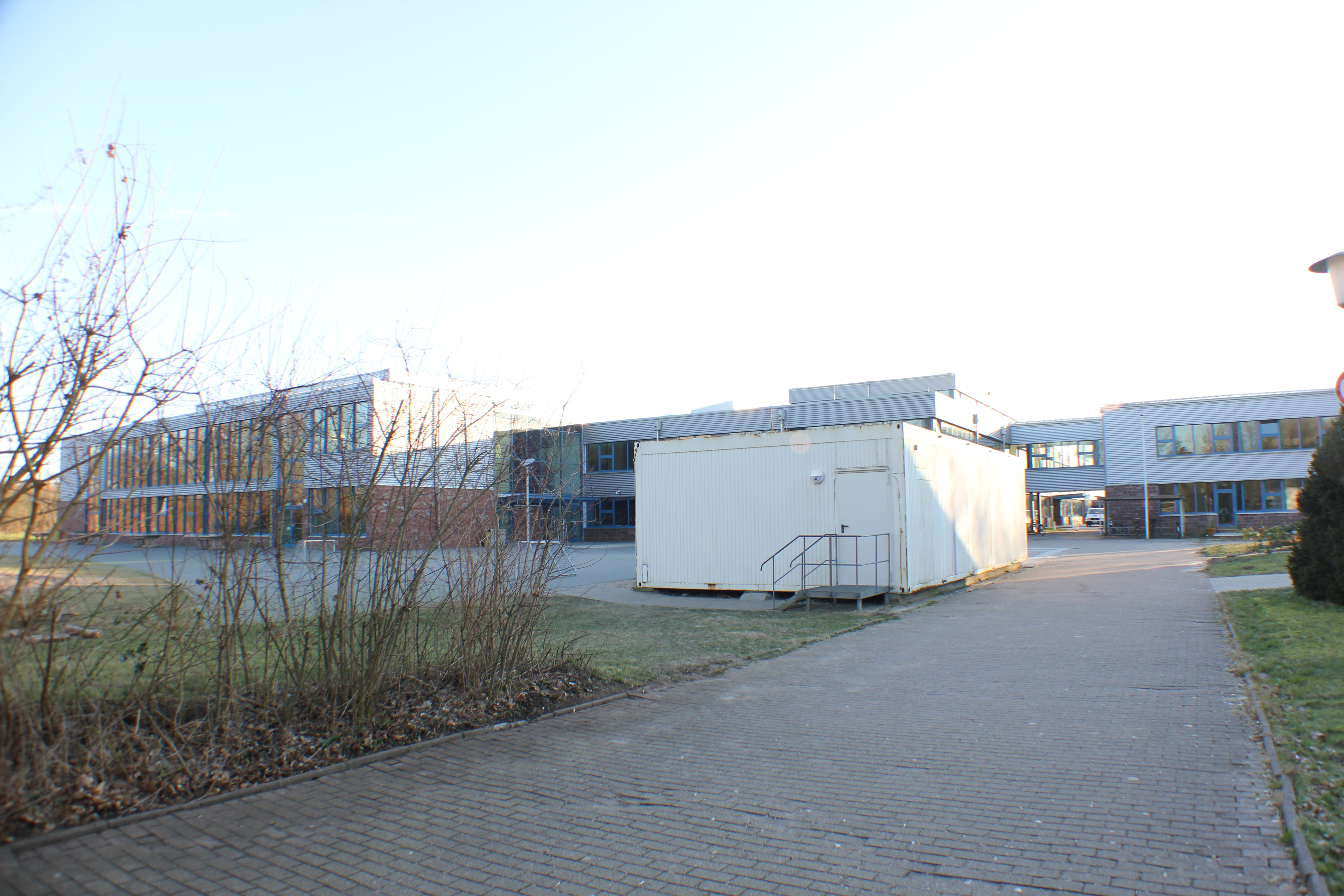
Hermann-Tast-Schule (2012)

Vom Aussehen lehnt sich das aktuelle Schulgebäude an eine Rahmenkonzeption des Schulbauregelprogramms aus dem Jahr 1974 an. Eine umfassende Sanierung des Gebäudes erfolgte in den Jahren 2005 bis 2008.
Im Gebäude sind 46 Klassen- bzw. Gruppenräume zu finden. Zur Schule gehören eine Sporthalle und großzügig bemessene Außensportanlagen sowie eine 2006 fertiggestellte Aula. Seit 2008 gibt es eine Müsli-Ecke. Hinzu kommt eine historische Bibliothek mit über 20.000 Bänden von hohem Alter und Wert, die Lehrerbibliothek und die Schülerbibliothek mit sieben Computer-Arbeitsplätzen. Die Schülerbibliothek verwendet die Signaturen der SfB, der Bestand ist digital erfasst.
Klassen- bzw. Fachräume verfügen über eine einheitliche Präsentationstechnik, die aus einem TV, Beamer, Computer, Soundsystem und einem Whiteboard besteht.

## Lehrer
- Gerd Eversberg (* 1947), Germanist und Autor
- Peter Friedrichsen (1790–1873), Lehrer, Rektor und Geistlicher
- Otto Kallsen (1822–1901), Lehrer, Konrektor und Schriftsteller
- Karl Heinrich Keck (1824–1895), Lehrer, Rektor und Schriftsteller
- Karl Ernst Laage (1920–2017), Lehrer, Rektor, Literaturwissenschaftler und Biograf
- Friedrich Laubengeiger (* 1929), Lehrer und Maler

## Schüler
- Herwig Ahrendsen (* 1948), Handballnationalspieler
- Peter Axen (1635–1707), Jurist, Philologe, Humanist und Diplomat
- Ulf Bästlein (* 1959), Sänger und Musikforscher
- Georg Beseler (1809–1888), Jurist und Politiker und Mitglied der Frankfurter Nationalversammlung 1848/49
- Rolf Bohnsack (1937–2009), Volksschauspieler
- Johann Max Böttcher (1920–2014), Unternehmer und Philanthrop
- Marina Braun (* 1960), Schauspielerin, Radio- und Fernsehmoderatorin
- Frank Bremser (* 1972), Radiomoderator, Comedian und Sänger
- Adolf Brütt (1855–1939), Bildhauer. Schöpfer des Theodor Storm-Denkmals (1898) und des zum Wahrzeichen Husums gewordenen Asmussen-Woldsen-Brunnens (1902)
- Goslar Carstens (1894–1978), deutscher Rechtsanwalt, Kommunalpolitiker, Heimatkundler und Autor; Bürgermeister von Husum im Jahr 1946
- Peter Harry Carstensen (* 1947), deutscher Politiker, Ministerpräsident Schleswig-Holsteins
- Jan Wayne (alias Jan Christiansen) (* 1974), DJ, Sänger und Musikproduzent
- Heinrich Clasen (1887–1969), Landrat in Husum
- Claus-Frenz Claussen (1939–2022), Begründer der Neurootologie in Deutschland
- Eckhard Feddersen (* 1946), Architekt und Autor
- Paul Gottburgsen (1832–1903), Bürgermeister von Apenrade, MdR
- Richard von Hagn (1850–1933), Architektur- und Landschaftsmaler des Realismus und des Naturalismus
- Otto Hamkens (1887–1969), nationalsozialistischer Kommunalpolitiker
- Hans Hartz (1943–2002), deutscher Musiker und Liedermacher
- Johann Christian Hasse (1779–1830), Rechtswissenschaftler
- Matthias Ilgen (* 1983), Wrestler, MdB
- Martin Jansen (* 1944), deutscher Chemiker, Hochschullehrer, Max-Planck-Gesellschaft
- Morten Jensen (* 1987), deutscher Fußballtorwart (u. a. Hannover 96)
- Manfred Jessen-Klingenberg (1933–2009), Historiker, Geschichtsdidaktiker, Lehrer und Hochschullehrer
- Torge Johannsen (* 1983), deutscher Handballspieler (u. a. SG Flensburg-Handewitt)
- Hans-Alwin Ketels (1913–2017), Landwirt, MdL
- Wilhelm Heinrich Koopmann (1814–1871), lutherischer orthodoxer Theologe, Bischof für Holstein
- Laurentius Laurentii (auch Lorenz Lorenzen) (1660–1722), evangelischer Pastor und Kirchenlieddichter
- Hans-Ruprecht Leiß (* 1954), Zeichner und Maler
- Isgaard Marke (* 1972), Sängerin
- Johannes Mejer (1606–1674), Mathematiker und Kartograf
- Ulrich Nehls (* 1959), Kirchenmusiker
- Katy Ipu (Iris Paech) (* 1961), Sängerin, Produzentin und Radiomoderatorin
- Hans von Petersen (1850–1914), deutscher Marinemaler
- Richard Petersen (1865–1946), Ingenieur, technischer Leiter beim Bau der Wuppertaler Schwebebahn
- Wiebke Puls (* 1973), Schauspielerin, Sängerin
- Joachim Friedrich Quack[5] (* 1966), Ägyptologe, Demotist
- Victor Graf von Reventlow-Criminil (1916–1992), dänischer Minderheitenpolitiker in Schleswig-Holstein
- Emil Schiller (1865–1945), Pfarrer und Missionar in Japan
- Ferdinand Schröder (1892–1978), Pfarrer, Militärperson und Leiter der Zentralstelle für die evangelische Auswandererbetreuung[6]
- Dieter Staacken (* 1935), Schriftsteller und Maler
- Christian Ludwig Ernst von Stemann (1802–1876), Jurist und Historiker
- Theodor Storm (1817–1888), Schriftsteller des deutschen Realismus
- Ferdinand Tönnies (1855–1936), Begründer der Soziologie in Deutschland
- Rainer Trox (* 1946), Fußballtorwart (u. a. VfL Osnabrück)
- Janina Uhse (* 1989), Schauspielerin
- Oskar Vogt (1870–1959), Neuroanatom, Psychiater, sezierte in den 1920er Jahren Lenins Hirn
- Norbert Wolf (* 1933), Generalsekretär des Deutschen Tischtennis-Bundes, des Deutschen Sportbundes, der Deutschen Olympischen Gesellschaft, der Gemeinschaft Deutscher Olympiateilnehmer; Präsident der European Non-Governmental Sports Organization (Abitur 1954)